# Paracirrhites hemistictus
Paracirrhites hemistictus és una espècie de peix pertanyent a la família dels cirrítids.

## Descripció
- Pot arribar a fer 29 cm de llargària màxima (normalment, en fa 20).
- 10 espines i 11 radis tous a l'aleta dorsal i 3 espines i 6 radis tous a l'anal.[3][4]

## Hàbitat
És un peix marí, associat als esculls i de clima tropical (28°N-28°S) que viu entre 1 i 20 m de fondària.

## Distribució geogràfica
Es troba a l'Índic (l'illa Christmas i les illes Cocos) i el Pacífic (totes les illes d'Oceania, llevat de les Hawaii i l'illa de Pasqua). També és present a les illes Ogasawara.

## Observacions
És inofensiu per als humans.